# Винський Врх (Нетретич)
45°30′ пн. ш. 15°25′ сх. д. / 45.50° пн. ш. 15.42° сх. д.
Винський Врх (хорв. Vinski Vrh) — населений пункт у Хорватії, у Карловацькій жупанії у складі громади Нетретич.

## Населення
Населення за даними перепису 2011 року становило 111 осіб.
Динаміка чисельності населення поселення: